# Racing Club Villalbés
El Racing Club Villalbés es un equipo de fútbol español de la localidad de Villalba, en la provincia de Lugo. Fundado en 1931, y federado en 1966, actualmente juega en el Grupo I de la Tercera Federación.

## Datos del club
- Temporadas en 1ª: 0
- Temporadas en 2ª: 0
- Temporadas en 2ªB: 0
- Temporadas en 3.ª (4º nivel liguero): 19
- Temporadas en Tercera División RFEF (5º nivel liguero): 2
- Temporadas en Segunda División RFEF (4º nivel liguero): 1 (la actual, 2023-24)
- Mejor puesto en la liga: 3º (Tercera División, temporada 2017/18)

| Temp.   | Nivel | Categoría   | Posición |
| ------- | ----- | ----------- | -------- |
|         |       |             |          |
| 1966/67 | 5     | 1ª Regional | 2º       |
| 1967–80 | —     | Regional    | —        |
| 1980/81 | 7     | 2ª Regional | 4º       |
| 1981/82 | 6     | 1ª Regional | 4º       |
| 1982/83 | 6     | 1ª Regional | 5º       |
| 1983/84 | 6     | 1ª Regional | 1º       |
| 1984/85 | 5     | Preferente  | 10º      |
| 1985/86 | 5     | Preferente  | 7º       |
| 1986/87 | 5     | Preferente  | 4º       |
| 1987/88 | 5     | Preferente  | 7º       |
| 1988/89 | 5     | Preferente  | 4º       |
| 1989/90 | 5     | Preferente  | 12º      |
| 1990/91 | 5     | Preferente  | 4º       |
| 1991/92 | 5     | Preferente  | 1º       |
| 1992/93 | 4     | 3.ª         | 9º       |

| Temp.   | Nivel | Categoría  | Posición |
| ------- | ----- | ---------- | -------- |
| 1993/94 | 4     | 3.ª        | 11º      |
| 1994/95 | 4     | 3.ª        | 18º      |
| 1995/96 | 5     | Preferente | 13º      |
| 1996/97 | 5     | Preferente | 4º       |
| 1997/98 | 5     | Preferente | 6º       |
| 1998/99 | 5     | Preferente | 1º       |
| 1999/00 | 4     | 3.ª        | 9º       |
| 2000/01 | 4     | 3.ª        | 13º      |
| 2001/02 | 4     | 3.ª        | 13º      |
| 2002/03 | 4     | 3.ª        | 18º      |
| 2003/04 | 5     | Preferente | 8º       |
| 2004/05 | 5     | Preferente | 11º      |
| 2005/06 | 5     | Preferente | 9º       |
| 2006/07 | 5     | Preferente | 9º       |
| 2007/08 | 5     | Preferente | 3º       |
| 2008/09 | 5     | Preferente | 1º       |

| Temp.   | Nivel | Categoría      | Posición |
| ------- | ----- | -------------- | -------- |
| 2009/10 | 4     | 3.ª            | 9º       |
| 2010/11 | 4     | 3.ª            | 4º       |
| 2011/12 | 4     | 3.ª            | 5º       |
| 2012/13 | 4     | 3.ª            | 10º      |
| 2013/14 | 4     | 3.ª            | 13º      |
| 2014/15 | 4     | 3.ª            | 9º       |
| 2015/16 | 4     | 3.ª            | 5º       |
| 2016/17 | 4     | 3.ª            | 5º       |
| 2017/18 | 4     | 3.ª            | 3º       |
| 2018/19 | 4     | 3.ª            | 11º      |
| 2019/20 | 4     | 3.ª            | 14º      |
| 2020/21 | 4     | 3.ª            | 9º       |
| 2021/22 | 5     | 3ªRFEF         | 7º       |
| 2022/23 | 5     | 3.ª Federación | 4º       |
| 2023-24 | 4     | 2.ª Federación | 14º      |

## Palmarés
- Copa Galicia (1): 1986-87
- Copa Federación Gallega de Fútbol (1): 1953-54

### Trofeos amistosos
- Trofeo Ciudad de Viveiro (3): 2014, 2016, 2018

## Jugadores

### Plantilla actual
- En 1.ª y 2.ª desde la temporada 1995-96 los jugadores con dorsales superiores al 25 son, a todos los efectos, jugadores del filial y como tales, podrán compaginar partidos con el primer y segundo equipo. Como exigen las normas de la LFP, los jugadores de la primera plantilla deberán llevar los dorsales del 1 al 25. Del 26 en adelante serán jugadores del equipo filial.
- Como exigen las normas de la RFEF desde la temporada 2019-20 en 2ªB y desde la 2020-21 para 3.ª, los jugadores de la primera plantilla deberán llevar los dorsales del 1 al 22, reservándose los números 1 y 13 para los porteros y el 25 para un eventual tercer portero. Los dorsales 23, 24 y del 26 en adelante serán para los futbolistas del filial, y también serán fijos y nominales.[1]
- Un canterano debe permanecer al menos tres años en edad formativa en el club (15-21 años) para ser considerado como tal.[2][3] Un jugador de formación es un jugador extranjero formado en el país de su actual equipo entre los 15 y 21 años (Normativa UEFA).
- Según normativa UEFA, cada club solo puede tener en plantilla un máximo de tres jugadores extracomunitarios que ocupen plaza de extranjero. La lista incluye solo la principal nacionalidad de cada jugador. Algunos de los jugadores no europeos tienen doble nacionalidad de algún país de la UE:
  - Miguel Duque posee la doble nacionalidad colombiana y española.

```
LEYENDA
 
* 
Canterano
: 
 
* 
Pasaporte europeo
: 
 
* 
Extracomunitario sin restricción
: 

* Extracomunitario: 
 
* 
Formación
: 

* Cedido al club: 

* Cedido a otro club: 
```